# 郑开文

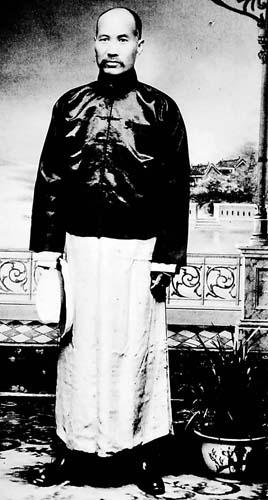

郑开文（1876年—1922年）字炳然，云南省通海县郑家村人，中国民主革命家，中华民国军事人物。

## 生平
郑开文自幼喜文尚武，先后考取童生、庠生。后来科举废除，郑开文弃文从商。1904年来到昆明，正逢招考官费留日生，郑开文经过考试，和唐继尧、李根源、谢汝翼、罗佩金、叶荃等20多人被录取，郑开文入日本陆军士官学校第六期。在校期间，郑开文结识孙中山，并加入中国同盟会。
1909年，郑开文毕业归国，任云南陆军讲武堂教官。1911年10月武昌起义爆发，云南的中国同盟会会员和革命党随即决定依靠已被讲武堂师生控制的新军发动起义。10月30日（农历九月初九），昆明重九起义胜利，云南军都督府成立，蔡锷任都督。随后，云南出兵北伐，支援武昌。1913年，蔡锷调往北京任职，唐继尧乃接任都督。曾随唐继尧北伐并且已经升任师长的郑开文出任云南宪兵司令。
1915年12月，袁世凯称帝，云南宣告独立，开始护国战争，讨伐袁世凯。唐继尧任都督，蔡锷任护国军第一军总司令，李烈钧任第二军总司令，唐继尧任第三军总司令。郑开文任云南卫戍司令官。护国战争最终获胜。1916年12月，滇军在护国战争中的有功人员获得嘉奖，郑开文获授陆军中将衔，并出任云南陆军讲武学校（即原云南陆军讲武堂）校长。在任校长期间，朱德曾回母校看望老师郑开文，并同郑开文及叶剑英等合影留念。
1921年，郑开文随唐继尧流亡香港。1922年自香港经广西返回云南，途中率一个警卫营作唐继尧的后卫。一行来到宜山时遭到土匪包围，郑开文因寡不敌众，中弹身亡。唐继尧在昆明厚葬了郑开文。